# ResearchGate
ResearchGate je sociální síť speciálně vytvořená pro vědeckou komunitu. Platforma má uživatelům usnadnit vzájemnou komunikaci a spolupráci a umožnit bezplatný přístup k vědecké literatuře. V květnu 2020 čítala platforma přes 17 000 000 uživatelů ze 192 zemí světa.
ResearchGate nabízí vytvoření osobního profilu, členství v zájmových skupinách, využití burzy práce se specializací na pozice pro vědce a akademiky. Platforma také poskytuje informace o aktuálních vědecky orientovaných událostech a umožňuje přístup k vědeckým databankám.

## Osobní profil
Osobní profil umožňuje uživateli zveřejnit kontaktní informace, vzdělání, vědecké zaměření (vědní disciplínu, specifickou oblast výzkumu, odborné poradce výzkumu, spolupracovníky apod.), znalosti a dovednosti, zájmy atd. Na svém profilu může uživatel také prezentovat výsledky své dosavadní vědecké činnosti, stát se členem různých zájmových skupin a spojit se s dalšími uživateli. Profil umožňuje nastavení různých úrovní zabepečení.

## Skupiny
ResearchGate svým uživatelům umožňuje vytváření a sdružování se v zájmových skupinách. Skupiny mohou zakládat všichni uživatelé bez jakéhokoli omezení. V září 2010 čítal ResearchGate více než 2600 skupin, které se často zabývají určitou vědeckou problematikou, či výzkumem. Tzv. collaborative software umožňuje členům skupiny společnou tvorbu a editaci textových souborů. Každá skupina má k dispozici kalendář sloužící k plánování online schůzek. Dále mohou členové využít také aplikace ‚Polls‘, která umožňuje provádění dotazníků v rámci skupiny.

## Nabídka pracovních příležitostí
Mezinárodní vědecké instituce prezentují v rámci aplikace Job Board volná pracovní místa. Databáze pracovních příležitostí může být prohledávána dle zaměstnavatele, pracovní pozice, vědeckého zaměření, země v níž zaměstnavatel danou pozici nabízí, či volitelného klíčového hesla.

## Research Blog
Research Blog je oficiálním blogem platformy ResearchGate. Tato aplikace byla spuštěna v říjnu 2009 a funguje jako aktualizovaný zdroj novinek z nejrůznějších oblastí vědy a výzkumu. Uživatelé se mohou na oficiálním blogu prezentovat přes své osobní blogy v profilu uživatele (tzv. mikroblogy) nebo použitím aplikace „microarticles“. Předpona micro ve slově „microarticle“ referuje k maximální povolené délce příspěvku, která činí 306 znaků.. Obě aplikace umožňují mimo jiné např. shrnutí již publikované práce, či prezentování výsledků aktuálního výzkumu. Uveřejňovány jsou nejen pozitivní, ale i negativní výsledky, což podle zakladatele ResearchGate Dr. Ijada Madische může ostatním vědcům ušetřit snažení a čas, jenž by jinak bylo třeba při nevědomé duplikaci v minulosti již proběhlého výzkumu, který se kvůli negativním výsledkům nedočkal publikování. ResearchGate také nabízí funkci RSS, díky níž se uživatel může přihlásit k odběru novinek z osobních blogů či mikročlánků od konkrétních uživatelů.